# Alan White (Oasis)
Alan White (Eltham, 26 mei 1972) is een Brits drummer. 
Hij speelde van 1995 tot 2004 bij Oasis en was van alle drummers die deze Britpopband heeft gehad de langstdienende.
White heeft in het begin van zijn carrière al samengewerkt met de latere Oasis-leden Andy Bell en Gem Archer. Ook drumde hij in de band van Dr. Robert, voormalig Blow Monkeys-frontman.
White werd Noel Gallagher aangeraden door diens vriend Paul Weller, en zodoende verving hij in 1995 Oasis-drummer Tony McCaroll.
Hij is te horen op 4 studioalbums, 2 compilatiealbums en 1 livealbum, te weten:

(What's the Story) Morning Glory? (1995)

Be Here Now (1997)

 The Masterplan (compilatie) (1998)

Standing on the Shoulder of Giants (2000)

 Familiar to Millions (live-album) (2000)

Heathen Chemistry (2002)

Stop The Clocks (compilatie) (2006)

Time Flies(compilatie) (2010)
In 2004 werd White vervangen door Zak Starkey, de zoon van Ringo Starr.
In mei 2007 betaalden de leden van Oasis hem 348.000 pond om hem uit te kopen uit hun bedrijf Definitely Maybe.
Op 15 juni 2008 had White zijn eerste optreden na Oasis; hij viel in bij Trio Valore, de band van zijn oudere broer Steve (jarenlang de vaste drummer van Paul Weller).
- Bibliothèque nationale de France: cb17072203n (data)
- International Standard Name Identifier: 0000 0001 3037 0537
- MusicBrainz: 03ee5b9c-6a28-4266-a773-83d6997ef4c4
- Virtual International Authority File: 6447147605371357760003